# Сан Хосе ел Параисо (Теописка)
Сан Хосе ел Параисо (шп. San José el Paraíso) насеље је у Мексику у савезној држави Чијапас у општини Теописка. Насеље се налази на надморској висини од 1860 м.

## Становништво
Према подацима из 2005. године у насељу је живело 5 становника.

### Хронологија
| Година       | 2000           | 2005 |
| ------------ | -------------- | ---- |
| Становништво | 186 (100 / 86) | 5    |

### Попис
| # | Индикатор                        | Вредност |
| - | -------------------------------- | -------- |
| 1 | Укупно појединачних домаћинстава | 1        |